# قانون الحفاظ على أسماك القرش
قانون الحفاظ على أسماك القرش صدر عن الكونجرس الأمريكي رقم 111 الذي عدل قانون حماية الصيد بالشباك العائمة في أعالي البحار وقانون حفظ وإدارة مصايد الأسماك لتحسين الحفاظ على أسماك القرش. تمت الموافقة على مشروع القانون من قبل مجلس النواب في 2 مارس 2009 عن طريق التصويت الصوتي. تمت الموافقة عليه من قبل مجلس الشيوخ وتعديله لإدراج المزيد من التغييرات على قانون ماغنوسون ستيفنز، المعروف باسم قانون توضيح اتفاقية مصايد الأسماك الدولية. أقر مجلس الشيوخ مشروع القانون المعدل كقانون حفظ سمك القرش لعام 2010 في 20 ديسمبر 2010 بموافقة بالإجماع، وفي اليوم التالي وافق مجلس النواب على التعديل مرة أخرى عن طريق التصويت الصوتي. تم التوقيع على مشروع القانون ليصبح قانونًا من قبل الرئيس باراك أوباما في 4 يناير 2011.
قبل عقد من الزمان تم تمرير قانون حظر زعانف سمك القرش لمكافحة الممارسة المتزايدة المتمثلة في إزالة الزعانف من أسماك القرش، والتي عادة ما يتم صيدها من قبل سفن الصيد بالخيوط الطويلة، لتلبية الطلب المتزايد على حساء زعانف القرش، وهو طعام شهي في الصين. في عام 2008 قضت محكمة استئناف فيدرالية بأن إعادة شحن الزعانف المأخوذة بواسطة سفن أخرى لم يكن محظورًا. في غضون أسابيع من هذا القرار تم تقديم القانون لسد تلك الثغرة. يحظر على أي شخص قطع زعانف سمكة القرش في البحر ومن حيازة ونقل وهبوط زعانف القرش (بما في ذلك الذيل) غير «المرتبطة بشكل طبيعي بالذبيحة المقابلة». بالإضافة إلى أنه يحظر على أي شخص إنزال جثة سمكة القرش دون أن تكون الزعانف المقابلة لها «متصلة بشكل طبيعي».
يحمي القانون جميع أنواع أسماك القرش، باستثناء الصيد التجاري لكلاب البحر السلس مع ترخيص دولة صالح في حدود 50 ميلًا بحريًا (93 كم، 58 ميلًا) من ساحل أي ولاية معينة.